# Нектарець
Некта́рець (Chalcomitra) — рід горобцеподібних птахів родини нектаркових (Nectariniidae). Представники цього роду мешкають в Африці на південь від Сахари.

## Види
Виділяють сім видів:
- Нектарець каштановий (Chalcomitra adelberti)
- Нектарець коричневий (Chalcomitra fuliginosa)
- Нектарець зеленогорлий (Chalcomitra rubescens)
- Нектарець аметистовий (Chalcomitra amethystina)
- Нектарець червоноволий (Chalcomitra senegalensis)
- Нектарець сомалійський (Chalcomitra hunteri)
- Нектарець сокотрійський (Chalcomitra balfouri)

## Етимологія
Наукова назва роду Chalcomitra походить від сполучення слів дав.-гр. χαλκος — бронзовий і μιτρα — вінець.